# Super Channel (Kanada)
Super Channel ist ein kanadischer Pay-TV-Sender mit Hauptsitz in Edmonton, Alberta, Kanada. Der Sender gehört zu 100 % der Allard Family, die durch das Familienunternehmen Allarco Entertainment Inc beteiligt ist. Der Sender nahm seinen Sendebetrieb 2007 auf und ist nicht von den anderen Pay-TV-Anbietern wie Movie Central (Westen Kanada) und dem  The Movie Network (Osten Kanadas) abhängig. Der Sender ist als einziger berechtigt, sein TV-Signal in ganz Kanada auszustrahlen.
Super Channel ist auf allen größeren Kabel- und Satellitenanbietern verfügbar. Darunter: Bell TV, Shaw Direct, Access Communications, Cogeco, Rogers Cable, Shaw Cable, Eastlink und weitere.

## Paket und Inhalte
- Super Channel 1: werden aktuelle Filme, Serien und Shows ausgestrahlt.
- Super Channel 2: werden Action, Horror, Science Fiction, Anime, Gaming, Musik und Extreme Sports Programme ausgestrahlt.
- Super Channel 3: werden Dokumentationen, Film Festival Events, World Cinema, Komödien und Fernsehserien ausgestrahlt.
- Super Channel 4: werden ausschließlich kanadische Filme und Serien gesendet.
- Super Channel HD 1: beinhaltet den gleichen Content wie Super Channel 1, jedoch in HD.
- Super Channel HD 2: beinhaltet den gleichen Content wie Super Channel 2, jedoch in HD.
- Super Channel HD 3: beinhaltet den gleichen Content wie Super Channel 3, jedoch in HD.
- Super Channel HD 4: beinhaltet den gleichen Content wie Super Channel 4, jedoch in HD.
- Super Channel On Demand: beinhaltet das Kino auf Abruf aus einer Auswahl verschiedener Filme.